# 浅川造船
浅川造船株式会社（あさかわぞうせん、英語: ASAKAWA SHIPBUILDING Co.,Ltd.）は、愛媛県今治市に本社を置く造船会社。

## 概要
1947年に今治市大新田で創業した。社名は今治市内北部を流れる「浅川」に由来している。1961年に今治市の港湾計画によって現在の小浦地区に移転した。
ステンレスタンクを採用した、ケミカルタンカーを主に建造している。
社団法人日本中小型造船工業会の会員である。

## 主要事業所
- 本社・本社工場 - 愛媛県今治市小浦町2丁目4番39号
  - 新造船建造設備
    - 第2号船台 146メートル×26.45メートル

  - 修繕船設備
    - 浮ドック 84.9メートル×16.5メートル
- 東予工場 - 愛媛県西条市北条962番54
  - ブロック工場

## 沿革
- 1947年6月 - 今治市大新田に浅川造船所を創立。
- 1960年5月 - 株式会社に改組。
- 1961年7月 - 今治市港湾計画により現在地に移転。
- 1968年12月 - 1,999G/T浮ドック建造。
- 1971年3月 - 本社ビル（鉄骨7階建て）落成。
- 1973年5月 - 波方工場（カッティング工場）開設。
- 1978年2月 - 実質倒産、負債総額約50億円。会社更生法を申請[5]。
- 1992年10月 - 二号船台を5,999G/Tに能力変更。
- 1993年
  - 3月 - NC切断機等最新鋭設備を導入した波方工場リニューアルオープン。浮ドックを2,599G/Tに能力変更。
  - 12月 - 本社工場に全天候型移動式建屋落成。
- 1996年12月 - 100トンジブクレーン設置。
- 1997年1月 - 二号船台を7,100G/Tに能力変更。
- 1998年11月 - NC型鋼切断機導入。
- 1999年3月 - 3次元設計システム導入。
- 2001年10月 - 本社工場に艤装・配管工場建屋及び自動倉庫落成。
- 2004年11月 - 200トンジブクレーン設置。
- 2009年
  - 5月 - 馬刀潟工場開設。
  - 6月 - 二号船台を13,000G/Tに能力変更。
- 2010年6月 - 東予工場開設。
- 2013年11月 - 最大船型25,900DWT Typeケミカルタンカー船竣工。
- 2016年8月 - 二号船台を15,100G/Tに能力変更。
- 2017年3月 - 平鋼形鋼6軸ロボット切断システム導入。
- 2020年 - 真聖建設・オズマピーアルと共同で、造船所で利用する足場板を家具に再生させる「瀬戸内造船家具プロジェクト」をスタート[6]。